# Copa Centenario Revolución de Mayo

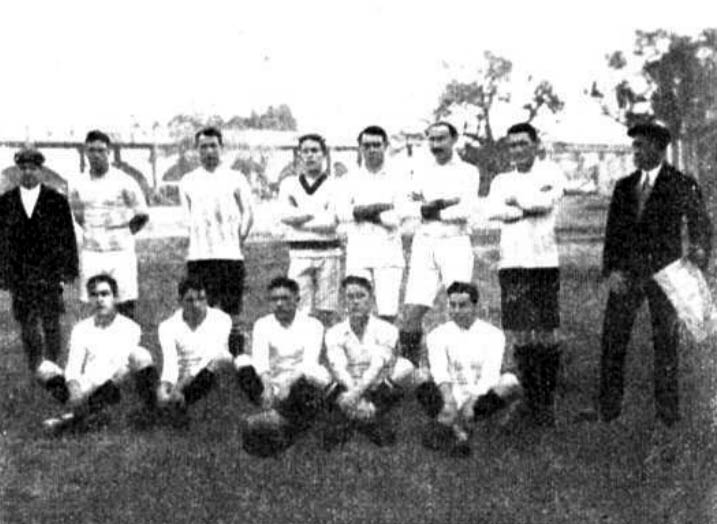
Equipo de Argentina, campeones contra Uruguay en la Copa Centenario.

El Campeonato Sudamericano 1910 fue un torneo de fútbol disputado en Argentina entre el 29 de mayo y el 12 de junio de 1910 y realizado en conmemoración del centenario de la Revolución de Mayo. Los equipos participantes fueron Argentina, Chile y Uruguay.
Fue el primer torneo internacional de selecciones en Sudamérica en que participaron más de dos selecciones nacionales. Previamente, solo se habían disputado torneos internacionales entre las selecciones de Argentina y Uruguay —las copas Lipton, Newton y Honor Argentino—.
Si bien la primera edición oficial de la Copa América se produjo en 1916, hay quienes dicen que este torneo bien pudo haber sido el primer Campeonato Sudamericano. Esta contienda deportiva no fue incluida en el historial del certamen sudamericano por no haber sido reconocida oficialmente por la Conmebol puesto que esta entidad todavía no había sido fundada, hecho que ocurrió en 1916.
El torneo se realizó con el sistema todos contra todos y sus tres partidos fueron disputados en Buenos Aires, en las canchas del Club Atlético Colegiales y del Club de Gimnasia y Esgrima de Buenos Aires. Esta competencia tuvo una asistencia total de 16 500 personas, aproximadamente.

## Equipos participantes
| Equipos participantes | Equipos participantes | Equipos participantes | Equipos participantes |
| --------------------- | --------------------- | --------------------- | --------------------- |
| Argentina             | Chile                 | Uruguay               |                       |

## Partidos[7]
| 29 de mayo de 1910 | Uruguay                               | 3:0 (1:0) | Chile | Cancha de Colegiales, Buenos Aires                          |                                                             |
|                    | Piendibene 5' · Brachi 75' · Buck 85' |           |       | Asistencia: 6000 espectadores Árbitro(s): Maximiliano Susán | Asistencia: 6000 espectadores Árbitro(s): Maximiliano Susán |

| 5 de junio de 1910 | Argentina                                         | 5:1 (3:0) | Chile        | Estadio GEBA, Buenos Aires                            |                                                       |
|                    | Viale 16' · Hayes 26' 40' · Weiss 66' · Susán 82' |           | 49' Campbell | Asistencia: 2500 espectadores Árbitro(s): León Peyrou | Asistencia: 2500 espectadores Árbitro(s): León Peyrou |

| 12 de junio de 1910 | Argentina                                      | 4:1 (2:0) | Uruguay        | Estadio GEBA, Buenos Aires                                 |                                                            |
|                     | Viale 16' · Hayes 43' · Watson 50' · Susán 64' |           | 58' Piendibene | Asistencia: 8000 espectadores Árbitro(s): Armando Bergalli | Asistencia: 8000 espectadores Árbitro(s): Armando Bergalli |

## Tabla
| Equipo    | Pts. | PJ | PG | PE | PP | GF | GC | Dif. | Efec. |
| --------- | ---- | -- | -- | -- | -- | -- | -- | ---- | ----- |
| Argentina | 4    | 2  | 2  | 0  | 0  | 9  | 2  | +7   | 100%  |
| Uruguay   | 2    | 2  | 1  | 0  | 1  | 4  | 4  | 0    | 50%   |
| Chile     | 0    | 2  | 0  | 0  | 2  | 1  | 8  | –7   | 0%    |

| Bandera de Argentina |
| Campeón Argentina    |

## Goleadores
| Jugador           | Selección | Goles |
| ----------------- | --------- | ----- |
| Harry Hayes       | Argentina | 3     |
| José Viale        | Argentina | 2     |
| José Piendibene   | Uruguay   | 2     |
| Maximiliano Susán | Argentina | 2     |